# جوني دالتون
جوني دالتون (بالإنجليزية: Johnny Dalton)‏ هو لاعب كرة قدم أسترالية أسترالي، ولد في 10 أغسطس 1919، وتوفي في 24 نوفمبر 1982.

## وصلات خارجية
- جوني دالتون على موقع AustralianFootball.com (الإنجليزية)
- جوني دالتون على موقع AFLtables.com (الإنجليزية)